# انتخابات الرئاسة الجنوب إفريقية 2008
انتخابات الرئاسة الجنوب أفريقية 2008 هي الانتخابات الرئاسية التي جرت في 25 سبتمبر 2008، في جنوب أفريقيا، لانتخاب رئيس جنوب أفريقيا، فاز بالانتخابات كاليما موتلانتي.